# 奥田敏晴
奥田 敏晴（おくだ としはる、1945年（昭和20年）8月3日 - ）は、日本の政治家。京都府城陽市長（3期）。元京都府議会議員（4期）。

## 来歴
京都府寺田村（現・城陽市寺田）出身。幼稚園園長を務めた。また、城陽市文化協会の理事長、城陽市国際交流協会の会長などを歴任。
1999年（平成11年）4月の京都府議会議員で初当選。以後計4期務めた。県議時代は自由民主党に所属した。
2013年（平成25年）9月8日に行われた城陽市長選挙に自民党・民主党・公明党の推薦を得て出馬。現職の橋本昭男、元市議の大西吉文、日本共産党推薦の岡本やすよら3候補を破り初当選した。9月25日、市長就任。選挙の結果は以下のとおり 。
※当日有権者数：64,866人 最終投票率：46.45%（前回比：-2.07pts）
| 候補者名   | 年齢 | 所属党派 | 新旧別 | 得票数   | 得票率 | 推薦・支持                     |
| ---------- | ---- | -------- | ------ | -------- | ------ | ------------------------------ |
| 奥田敏晴   | 68   | 無所属   | 新     | 13,200票 | 44.20% | （推薦）自民党・民主党・公明党 |
| 橋本昭男   | 69   | 無所属   | 現     | 6,596票  | 22.08% |                                |
| 大西吉文   | 73   | 無所属   | 新     | 5,055票  | 16.93% | （推薦）日本維新の会           |
| 岡本やすよ | 63   | 無所属   | 新     | 5,014票  | 16.79% | （推薦）日本共産党             |

2017年（平成29年）の市長選挙で再選。2021年（令和3年）の市長選挙で3選。
2025年（令和7年）城陽市長選挙不出馬引退正式表明。